# 博衣こより
博衣 こより（はくい こより、英: Hakui Koyori）は、日本のバーチャルYouTuber、バーチャルアイドル。女性バーチャルYouTuberグループ・ホロライブの6期生「秘密結社holoX」のメンバー（研究者）。

## 概要
誕生日は3月15日。身長153センチ。挨拶は「みんな〜！ こんこよ～！ ホロライブ6期生、holoXの頭脳！ 博衣こよりだよ～！」「Konkoyo everyone! 6th generation of Hololive and brain of holoX, my name is Koyori Hakui!」など。一人称は「こより」「こよ」「ぼく」。
キャラクターデザインはももこ、Live2D制作はrariemonn、3Dモデル制作は八剣がそれぞれ担当。
ファンネームは「こよりの助手くん」、メンバーシップネームは「こよりの研究室」。
2023年、YouTubeのさまざまなデータを収集・公開している「Playboard」が発表したランキング（集計期間1月1日～12月10日）で最もスーパーチャットの多いVTuber1位に選ばれている。

### 人物・エピソード
- リスナーが視聴できる可能性を増やすため配信頻度の高さや長時間配信が多く、またデビューして1年経たずで動画本数が500本を超えることなどから、「配信モンスター」となどと呼ばれることがある[10][11]。
- 「朝こよ」という情報番組を毎週火曜日朝7時より配信している。番組内では、ホロライブの今やホロライブEN、IDなどのホロライブメンバーのニュースや配信中での出来事などをまとめて伝えている。配信内に他のメンバーが出てくることも少なくない[12]。

## 略歴
- 2021年
  - 11月26日、Twitterにて初ツイート[13]。10分後にはアカウントが凍結される[14]。
  - 11月26日、YouTubeの登録者数がデビュー前に10万人を達成[15]。
  - 11月28日、YouTubeにて初配信を行いデビュー[16][17]。
  - 12月8日、Twitterアカウントの凍結が解除される[18][14]。
  - 12月23日、メンバーシップを解禁[19]。

- 2022年
  - 1月1日、お正月新衣装のお披露目配信を実施[20][21]。
  - 6月16日、3Dモデルお披露目配信を実施[22]。6期生の中では3人目[23]。
  - 8月9日、水着新衣装お披露目配信を実施[24][25]。

- 2023年
  - 9月24日、YouTubeのチャンネル登録者数が100万人を突破した[11]。

## 主な出演

### ライブ
- 「hololive 4th fes. Our Bright Parade Supported By Bushiroad」DAY1（2023年3月18日、幕張メッセ）[26]
- Blue Journey 1st Live「夜明けのうた」（2023年9月13日、東京ガーデンシアター）[27]
- 「hololive 5th fes. Capture the Moment Supported By Bushiroad」（2024年3月16日 - 3月17日、幕張メッセ）[28][29]
- オンラインソロライブ「沸く沸く KOYOFUL DREAM」（2024年4月7日） - 日清カップヌードルとのコラボ企画のひとつとして開催した[30]
- 「hololive 6th fes. Color Rise Harmony」（2025年3月8日 - 3月9日、幕張メッセ）[31][32][33]

### ゲーム
- セガNET麻雀 MJ（2022年12月16日） - ゲームアバターとして登場[34]。
- ソーセージレジェンド（2023年4月26日） - 「大腸包こより」として登場[35]。
- キュービックスターズ（2023年11月22日） - 本人役としてゲームキャラクターに登場[36]。
- 妖怪ウォッチ ぷにぷに（2024年9月1日 - 9月15日） - コラボイベント期間にゲーム内キャラクターとして追加[37]。
- ヴァルキリーコネクト（2025年5月15日） - 「白犬娘パルフェ」のキャラクターボイスを担当した[38]

### 連載
- よちよちゲーマー博衣こよりのゲームラボ『週刊ファミ通』（2025年7月31日号 -）[39]

### インターネット番組
- ホロライブ X セガNET麻雀MJ 「超越エキシビジョン」（2022年7月29日、YouTube）[40][41]
- ホロライブ X セガNET麻雀MJ「雀荘ホロくらぶ杯」（2022年12月18日、YouTube）- MCとして出演[42]

### 地上波
- 日本テレビ「プロジェクトV」2022年10月27日、2023年2月23日[43][44]

### 雑誌
- 『VTuberスタイル』2022年8月号、アプリスタイル、2022年7月28日。ASIN B0B4WRPXN9。 - 表紙、巻頭特集[45]

### 漫画
- 原作：カバー、脚本：オムカレー、漫画：おかだアンミツ『ホロックスみーてぃんぐ』集英社、少年ジャンプ+、2022年11月[46]。

### MV
- HIMEHINA『V』[47]

## タイアップ
- パルコ（2022年8月10日 - 8月31日） - ホロライブ・サマー2022の開催決定を記念したデジタルスタンプラリーを実施[48]。
- セブン-イレブン（2022年10月1日 - ） - ホロライブ6期生のハロウィン限定グッズが販売[49]。
- KURAND（2022年11月1日） - 日本酒の理系兄弟とのコラボ。商品名は「理系兄弟 No.54」となっている[50]。
- 箱根ガラスの森美術館（2025年1月25日 - 7月13日予定） - 儒烏風亭らでんと共に「お子さま用音声ガイド」を担当する[51]。

## ディスコグラフィ
○出典：hololive（ホロライブ）公式サイト

### 博衣こより
| 発売日         | タイトル                   | 品番     | 出典   |
| -------------- | -------------------------- | -------- | ------ |
| 2022年6月17日  | WAO!!                      | CVRD-167 | [ 52 ] |
| 2022年11月29日 | 乙女よ求めよQ.E.D.         | CVRD-237 | [ 53 ] |
| 2023年3月15日  | 史上最大のQUESTION!        | CVRD-269 | [ 54 ] |
| 2023年3月16日  | エゴイスティック・シーソー | CVRD-270 | [ 55 ] |
| 2023年11月29日 | アンバランス               | CVRD-356 | [ 56 ] |
| 2023年12月6日  | Tear-Gazer                 | CVRD-367 | [ 57 ] |
| 2024年3月16日  | New Journey                | CVRD-405 | [ 58 ] |
| 2024年11月29日 | デコレート                 | CVRD-508 | [ 59 ] |
| 2024年12月31日 | シアワセ√コヨリニウム      | CVRD-515 | [ 60 ] |

| 発売日        | タイトル   | 品番     | 出典   |
| ------------- | ---------- | -------- | ------ |
| 2025年3月15日 | FIRST STEP | CVRD-548 | [ 61 ] |

### 秘密結社holoX
| 発売日         | タイトル                       | 品番     | 出典   |
| -------------- | ------------------------------ | -------- | ------ |
| 2022年12月5日  | 常夜リペイント                 | CVRD-240 | [ 62 ] |
| 2023年8月20日  | 迷宮なラビリンス               | CVRD-320 | [ 63 ] |
| 2023年12月3日  | 饗宴ソリダリティ〜SHAKE★NABE〜 | CVRD-369 | [ 64 ] |
| 2024年7月13日  | ちょ～ゆめドデッカい！         | CVRD-440 | [ 65 ] |
| 2024年11月19日 | 暁光クロニクル                 | CVRD-505 | [ 66 ] |

### hololive IDOL Project
| 発売日        | タイトル                                            | 品番     | 出典   |
| ------------- | --------------------------------------------------- | -------- | ------ |
| 2022年8月19日 | 飛んでK！ホロライブサマー                           | CVRD-199 | [ 67 ] |
| 2022年8月22日 | ホロメン音頭                                        | CVRD-200 | [ 68 ] |
| 2023年3月9日  | Our Bright Parade                                   | CVRD-267 | [ 69 ] |
| 2023年12月2日 | Merry Holy Date♡                                    | CVRD-366 | [ 70 ] |
| 2024年3月15日 | ホロライブ言えるかな？hololive SUPER EXPO 2024 ver. | CVRD-406 | [ 71 ] |

### その他の参加作品
| 発売日        | タイトル      | アーティスト       | 品番       | 出典   |
| ------------- | ------------- | ------------------ | ---------- | ------ |
| 2024年2月7日  | 水たまり      | Blue Journey       | UPCH-89552 | [ 72 ] |
| 2024年11月8日 | GET THE CROWN | Hoshimatic Project | CVRD-497   | [ 73 ] |

| 発売日        | タイトル                     | アーティスト          | 品番       | 楽曲 | 出典          |
| ------------- | ---------------------------- | --------------------- | ---------- | --- | ------------- |
| 2023年3月15日 | holo*27 Covers Vol.1         | holo*27               | TFCC-86897 | アニマル（博衣こより、大神ミオ） | [ 74 ]        |
| 2023年9月6日  | 夜明けのうた                 | Blue Journey          | UPCH-20658 | - | [ 75 ]        |
| 2024年2月27日 | ほろはにヶ丘高校 -Originals- | hololive × HoneyWorks | HLP-10003  | アウトサイダー計画（ラプラス・ダークネス、鷹嶺ルイ、博衣こより、沙花叉クロヱ、風真いろは）                                                                   | [ 76 ] [ 77 ] |
| 2024年2月27日 | ほろはにヶ丘高校 -Covers-    | hololive × HoneyWorks | HLP-10005  | 可愛くてごめん（ロボ子さん、アキ・ローゼンタール、癒月ちょこ、猫又おかゆ、宝鐘マリン、桃鈴ねね、ラプラス・ダークネス、博衣こより、Pavolia Reine、Ceres Fauna | [ 78 ] [ 77 ] |